# Noémie Wolfs
Noémie Maria Alexis Ghislaine Wolfs (Scherpenheuvel-Zichem, 20 ottobre 1988) è una cantante belga, conosciuta per essere stata la terza voce solista del gruppo Hooverphonic nel periodo 2010 - 2015.

## Biografia
Scelta dal gruppo degli Hooverphonic in sostituzione della precedente Geike Arnaert, nel 2011 vince il premio Radio 2 Summer Hit 2011 come miglior cantante femminile. Abbandonato il gruppo nel 2015, incomincia la carriera solista con la pubblicazione dell'album Hunt You il 22 aprile 2016.
Nel febbraio 2020 pubblica il secondo album Lonely Boy's Paradise.
È presentatrice radiofonica di un podcast musicale su Studio Brussel, che va in onda ogni martedì sera.

## Discografia

### Album in studio
- 2016 - Hunt You
- 2020 - Lonely Boy's Paradise

### Con gli Hooverphonic
- 2010 - The Night Before
- 2013 - Reflection